# Tabatoul
Tabatoul (auch: Tabatol) ist ein Dorf in der Landgemeinde Inatès in Niger.

## Geographie
Das von einem traditionellen Ortsvorsteher (chef traditionnel) geleitete Dorf liegt etwa neun Kilometer von der Staatsgrenze zu Mali entfernt. Es befindet sich rund 32 Kilometer südwestlich des Hauptorts Inatès der gleichnamigen Landgemeinde, die zum Departement Ayérou in der Region Tillabéri gehört.
Tabatoul ist Teil der Übergangszone zwischen Sahara und Sahel. Die durchschnittliche jährliche Niederschlagsmenge beträgt hier zwischen 200 und 300 mm.

## Geschichte
Die Streitkräfte Nigers führten von 26. September bis 2. Oktober 2023 an der Grenze zu Mali eine Operation gegen die Terrororganisation Islamischer Staat in der Größeren Sahara durch. Am 3. Oktober 2023 gab das Verteidigungsministerium unter dem Minister Salifou Mody bekannt, dass bei einem Angriff mehrerer Hundert Terroristen bei Tabatoul 29 Soldaten getötet und zwei Soldaten schwer verwundet wurden. Es wurden auch mehrere der Angreifer getötet. Bei dem Angriff auf die Streitkräfte wurden improvisierte Sprengkörper und Kamikaze-Fahrzeuge eingesetzt. Die Regierung ordnete eine dreitägige Staatstrauer an. Nach dem Militärputsch vom 26. Juli 2023 hatten sich die terroristischen Angriffe auf die Streitkräfte intensiviert. So war es bereits am 15. August 2023 in Koutougou und am 28. September 2023 in Kandadji zu Vorfällen mit vielen Toten und Verletzten gekommen.

## Bevölkerung
Bei der Volkszählung 2012 hatte Tabatoul 218 Einwohner, die in 30 Haushalten lebten.

## Wirtschaft und Infrastruktur
Das Dorf liegt in einer Zone der Weidewirtschaft, die sich entlang der Staatsgrenze über den äußersten Norden der Region Tillabéri erstreckt.